# Javi Rodríguez
Pour les articles homonymes, voir Rodríguez.
Rodríguez  Nebreda est un nom espagnol. Le premier nom de famille, en général paternel, est Rodríguez ; le second, en général maternel, souvent omis, est Nebreda.
Javier Rodríguez Nebreda, né le 26 mars 1974 à Santa Coloma de Gramenet, est un joueur international espagnol de futsal évoluant comme ailier du début des années 1990 aux années 2010.
À 18 ans, il fait ses débuts en Division 1A avec Sant Andreu en 1991 et rejoint dès l'année suivante l'Indústrias García, où il évolue pendant cinq ans, de 1992 à 1997. De là, il passe au Playas de Castellón FS, où il participe à l'époque dorée du club. Il participe aux victoires en Championnat d'Espagne en 2000 et 2001, ainsi qu'au niveau international avec trois victoires consécutives en Coupes d'Europe, de 2001 à 2003, puis la défaite en finale en Coupe intercontinentale en 2004. Deux ans plus tard, il rejoint la section futsal du FC Barcelone, promue en première division. Il est présent lors de la montée en puissance de l'équipe jusqu'à l'hégémonie au début des années 2010. Il réalise le triplé Coupe d'Espagne-Coupe du Roi-Championnat en 2010-2011, puis réédite cette performance l'année suivante et y ajoute la Coupe UEFA. Il quitte alors le club pour passer deux saisons au Koweït puis finit en 2014-2015 au Baku United FC, en Angleterre.
Au niveau international, Javi Rodriguez est d'abord finaliste de la Coupe du monde 1996 puis de l'Euro 1999 avec l'équipe d'Espagne. Cela avant d'être le capitaine du premier pays à vaincre l'hégémonie brésilienne en 2000 avec un premier titre mondial. La Roja domine ensuite l'Europe avec quatre sacres en cinq éditions (2001, 2005, 2007 et 2010), mais aussi un second sacre consécutif lors du Mondial 2004. Javi Rodriguez prend sa retraite après le sacre de l'Euro 2010.
Sur le plan individuel, Rodriguez est élu meilleur joueur du monde en 2005 aux Prix FutsalPlanet, après avoir été nommé second meilleur joueur en 2001 et 2004. Lors de cette année, il est aussi second meilleur joueur du Mondial 2004 remporté. Lors de son dernier Euro en 2010, Javi termine meilleur joueur et co-meilleur buteur. Au niveau national, il est élu dans l'équipe-type des trente ans du Championnat d'Espagne au poste d'ailier droit, après avoir été élu meilleur joueur en 2001 et meilleur ailier droit en 2001 et 2004.
Javi Rodriguez se reconvertit en tant qu'entraîneur en Espagne, puis à la tête de Györ. Lors de sa seule saison 2017-2018, il mène le club hongrois au titre de champion et comme demi-finaliste de la Coupe UEFA. Il passe ensuite rapidement en Italie, avant de gérer l'équipe ukrainienne de Kherson en 2018-2019 et de revenir en Espagne, à l'Industrias Santa Coloma Garcia.

## Biographie

### Enfance et formation
« Javi » Rodriguez naît en mars 1974 à Santa Colomba de Gramanet en Espagne. 
Javier Rodríguez Nebreda débute le futsal à l'école, où il a fait ses débuts à six ans. Dans sa jeunesse, il pratique également le basket-ball et le football.

### Débuts à Sant Andreu et Garcia (1991-1997)
À 18 ans, il fait ses débuts en Division 1A (aujourd'hui Division de Plata) et attire rapidement l'attention d'Indústrias García, où il évolue pendant cinq ans.

### Trophées avec le Playas de Castellón (1997-2006)
Il passe ensuite neuf saisons au Playas de Castellón FS, où il remporte toutes les compétitions possibles. Il aide le club à gagner les deux premières Coupes de l'UEFA en 2002 et 2003.

### Monté en puissance du FC Barcelone (2006-2012)
En 2006, il rejoint le FC Barcelone promu en División de Honor.
En 2010-2011, le Barça fait le doublé en remportant la Coupe d'Espagne puis le Championnat d'Espagne.
Lors de la saison 2011-2012, le FC Barcelone atteint la phase finale de la Coupe de l'UEFA pour sa première participation à la compétition. Lors de la phase finale qu'ils organisent à Lleida, les Catalans battent le Sporting Portugal (5-1) puis le Dynamo Moscou (3-1) pour brandir le trophée,. Le 27 avril 2012, en demi-finale, Javi Rodriguez devient le plus vieux buteur de l'histoire de la compétition, à 38 ans et 32 jours. Sur le plan national, le club survole la saison et réalise le triplé Coupe d'Espagne-Coupe du Roi-championnat, après avoir échoué lors de la Supercoupe espagnole.

### En équipe nationale (1995-2010)
Javi Rodriguez connaît sa première sélection en Équipe d'Espagne de futsal FIFA le 3 octobre 1995 à Almada, au Portugal, à l'occasion du Tournoi des quatre nations, face à la Belgique (victoire 11-3).
En tant que capitaine de l'équipe nationale espagnole, Rodríguez se révèle au monde lors de la finale de la Coupe du monde 2000, quand ses deux buts offre la victoire à l'Espagne (4-3), aux dépens de l'équipe brésilienne jusqu'à présent invaincue.
Lors de l'Euro 2001 à Moscou, Rodríguez marque à tous les matches sauf en finale remportée contre l'Ukraine.
Lors du Mondial 2004, il excelle également et la Roja conquiert son second titre planétaire.
Après la troisième place en 2003, Javi Rodriguez joue un rôle central dans la reconquête du titre européen à Ostrava en 2005. 
Le 21 février 2006, Javi Rodriguez connaît sa centième sélection à Pamplune lors d'un match amical face à la Serbie-et-Monténégro (victoire 5-0). 
En 2007, l'Espagne conserve deux ans plus tard à Porto, où Rodríguez a marqué en finale contre l'Italie.
Lors de l'Euro 2010 en Hongrie, le capitaine de la Roja remporte son cinquième Championnat d'Europe. Son but en finale lors du succès 4-2 sur le Portugal, le cinquième au total, lui permet de terminer co-meilleur buteur.
Cette dernière victoire marque la fin de sa carrière internationale conclue de son 99e but en 159 sélections.

### Entraîneur
Sa carrière d'entraîneur débute en 2014 où il entraîne La Union, un club espagnol, jusqu'en 2017 et son transfert en Hongrie.
Avec Győr ETO, il remporte le titre national et le Final Four de la Coupe de l'UEFA en 2017-2018.
En août 2018, Rodriguez arrive sur le banc du Futsal Marigliano en Italie. Mais, dès octobre, il quitte son rôle en Serie A2.
En 2018-2019, il est l'entraîneur du club de Kherson en Ukraine.
À partir de 2019, Javi Rodriguez est entraîneur de l'Industrias Santa Coloma, dans sa ville natale.

## Palmarès

### En sélection nationale
Javi Rodriguez connaît quatre sacres continentaux en 2001, 2005, 2007 et 2010. Il soulève aussi deux fois la Coupe du monde FIFA en 2000 et 2004. 
- Coupe du monde (2)
  - Champion : 2000 et 2004
  - Finaliste : 1996 et 2008

- Championnat d'Europe (4)
  - Champion : 2001, 2005, 2007 et 2010
  - Finaliste : 1999
  - Troisième : 2003

### En club
Avec ses équipes locales, Javi Rodriguez remporte quatre championnats, une Supercoupe d'Espagne, deux Coupes d'Espagne, autant de Coupes du Roi.
| International | Espagne |
| --- | --- |
| - Coupe intercontinentale : - Finaliste : 2004 (Castellón) - Coupe des champions / Coupe de l'UEFA (4) : - Vainqueur : 2001, 2002, 2003 (Castellón), 2011 et 2012 (Barça) | - Championnat d'Espagne (4) : - Champion : 2000, 2001 (Castellón), 2011 et 2012 (Barça) - Supercoupe d'Espagne (1) : - Vainqueur : 2004 (Castellón) - Finaliste : 2000, 2001 (Castellón) et 2011 (Barça) - Coupe d'Espagne (2) - Vainqueur : 2011 et 2012 (Barça) - Coupe du Roi (2) - Vainqueur : 2011 et 2012 (Barça) |

### Distinctions individuelles
En août 2019, Javi Rodriguez est élu dans l'équipe-type des 30 ans de la LNFS espagnole en tant qu'ailier droit, aux côtés Luis Amado, Paulo Roberto, Kike Boned et Ricardinho.
| International | Espagne |
| --- | --- |
| - Prix FutsalPlanet (1) - meilleur joueur du monde : 2005 - 2e meilleur joueur du monde : 2001 et 2004 - Championnat d'Europe (2) - meilleur joueur : 2010 - co-meilleur buteur : 2010 - Coupe du monde - 2e meilleur joueur : 2004 | - Championnat d'Espagne (1) - membre de l'équipe des 30 ans : ailier droit - meilleur joueur : 2001 - meilleur ailier droit : 2001, 2004 |

### Entraîneur
Javi Rodriguez est champion de Hongrie en 2017-2018 avec Györi.